# Jerzy Bielunas
Jerzy Bielunas (ur. 22 stycznia 1950 w Częstochowie) – reżyser teatralny i telewizyjny. 

## Życiorys
Ukończył IV Liceum Ogólnokształcące im. Henryka Sienkiewicza w Częstochowie, Profesor w Akademii Sztuk Teatralnych im. S. Wyspiańskiego w Krakowie, Filia we Wrocławiu.
Stworzył liczne spektakle w teatrach polskich i za granicą we Francji i w Finlandii (razem ok. 60 realizacji) oraz spektakle Teatru Telewizji, koncerty telewizyjne (ok. 30 realizacji) i przedstawienia dyplomowe w PWST.
Interesują go przede wszystkim widowiska muzyczne i scena piosenki. Przez wiele lat współpracował z Przeglądem Piosenki Aktorskiej we Wrocławiu, gdzie reżyserował szereg przedstawień. Jego pasją jest też teatr dla dzieci. Napisał kilka sztuk teatralnych dla najmłodszej widowni, jest autorem licznych piosenek dla dzieci wykonywanych m.in. przez zespół VOO VOO, Majkę Jeżowską i Pana Japę i nagranych na wielu płytach, w tym trzech autorskich (m.in. MAŁE WU WU). Na scenach teatralnych i w Telewizyjnym Teatrze Młodego Widza reżyserował wiele przedstawień dla dzieci m.in. własne adaptacje. Jego przedstawienia dla młodych widzów kilkakrotnie otrzymywały „Atest Wysokiej Jakości” Polskiego Ośrodka Międzynarodowego Stowarzyszenia Teatrów dla Dzieci i Młodzieży.
Od 1989 r. jest członkiem Zaiksu jako autor piosenek, sztuk teatralnych, scenariuszy widowisk estradowych i tłumacz piosenek francuskich. Jerzy Bielunas jest laureatem wielu nagród artystycznych.

## Wybrane spektakle
- Księga dżungli według Rudyarda Kiplinga – reżyseria, adaptacja, teksty piosenek
- Czarnoksiężnik z krainy Oz według Franka Bauma – reżyseria, adaptacja, teksty piosenek
- Zwierzęta Doktora Dolittle według Hugh Loftinga – tekst i reżyseria
- 101 dalmatyńczyków według Dodie Smitha – adaptacja, teksty piosenek i reżyseria
- Ania czy Mania według Ericha Kästnera – adaptacja i reżyseria
- Krzesiwo według Hansa Christiana Andersena – tekst i reżyseria
- Dzikie Łabędzie według Hansa Christiana Andersena – tekst i reżyseria
- Miron Białoszewski Pamiętnik z Powstania Warszawskiego – opracowanie tekstu i reżyseria
- Jacek Dukaj Wroniec – adaptacja i reżyseria

## Dyskografia
- Voo Voo Małe Wu Wu – teksty piosenek
- Voo Voo Tam tam i tu – teksty piosenek
- Voo Voo Małe Wu Wu śpiewa wiersze ks. Jana Twardowskiego – tekst piosenki
- Miron Białoszewski Pamiętnik z Powstania Warszawskiego – wybór i opracowanie tekstów Jerzy Bielunas, kompozycje i aranżacje Mateusz Pospieszalski,

## Koncerty i widowiska telewizyjne
- Koncert Nick Cave i przyjaciele W moich ramionach – reżyseria
- Koncert Galowy z okazji wejścia Polski do Unii Europejskiej – w Teatrze Wielkim w Warszawie – reżyseria
- Koncert z okazji 59 rocznicy wybuchu Powstania Warszawskiego na Placu Zamkowym w Warszawie – scenariusz i reżyseria
- Koncert Honor jest wasz Solidarni z okazji 25. rocznicy podpisania Porozumień sierpniowych – reżyseria
- Częstochowska Victoria – z okazji 350. rocznicy obrony Jasnej Góry przed Szwedami – reżyseria[2]
- Koncert na Festiwalu Piosenki Polskiej w Opolu poświęcony Markowi Grechucie – reżyseria
- Złota różdżka Koncert Finałowy 31. PPA – scenariusz i reżyseria
- Gorzkie żale – koncert z okazji rocznicy śmierci Jana Pawła II – scenariusz i reżyseria[3]

## Nagrody
- 2003 – Złota Maska w kategorii „najlepszy spektakl dla dzieci” dla przedstawienia „Zwierzęta doktora Doolittle” Loftinga w Teatrze Dzieci Zagłębia w Będzinie
- 2004 – II Festiwal Widowisk dla Dzieci „Na ziarnku grochu” – Nadzwyczajny Andersen – nagroda za najlepszy scenariusz przedstawienia, za „Olbrzymy-baśń lapońską” w Teatrze im. H.Ch. Andersena w Lublinie
- 2018 – We wrześniu na XXVI International Children’s Theatre Festival w Subotica w Serbii nagroda za najlepszą reżyserię (za spektakl Cicho z tekstem Malina Prześluga)
- 2023 – We wrześniu otrzymał medal "Merito de Wratislavia - Zasłużony dla Wrocławia"[4][5]